# 孫菊仙
孙菊仙（1841年—1931年），名濂，自号学年，号宝臣，艺名孙菊仙、“老乡亲”，外号孙一捋、小戏迷。祖籍奉天府承德县（今辽宁省沈阳市），生于天津，清末民国年间京剧老生演员。曾居住在北京市宣武区猪毛胡同（今朱茅胡同）。

## 生平
自幼娴于音律，尤喜戏曲，并好练武术。1858年入武庠爲武秀才，投清軍陳國瑞麾下，攻打太平軍時受傷兩次，後改充管理右路軍械所差使。1867年改投英翰宫保軍營，参加清军镇压捻军的战争。获三品銜，候補都司，又保以游擊記名。1870年（同治九年）至上海开茶园（戏馆），客串献艺，声誉鹊起。后停业。1876年（光绪二年）北上，正式“下海”，在北京由于业余爱好戏曲而加入嵩祝班演出，唱须生。1877年回到天津，不久偕家眷移居北京，加入嵩祝班，后转程长庚执掌的三庆班应工老生，唱压轴戏。1883年改搭四喜班，1885年王九龄去世，接任四喜班（四大徽班之一）班主。1886年被选入清宫昇平署。曾被召入清宫为储秀宫教习。慈禧听他的演唱后，赐三品顶戴，不受。庚子（1900年）事变义和团运动后南下上海，经营戏院。后返津定居，热心赈灾等公益事业，倡导演员学习文化，亦乐于提携后进，冯子和、尚小云等都受过他的培植。90岁高龄时，还在津京两地为慈善事业举行义演。在上海演出时，被旅沪天津人亲切地称为“老乡亲”，后来叫响，他便以“老乡亲”为艺名。

## 艺术成就

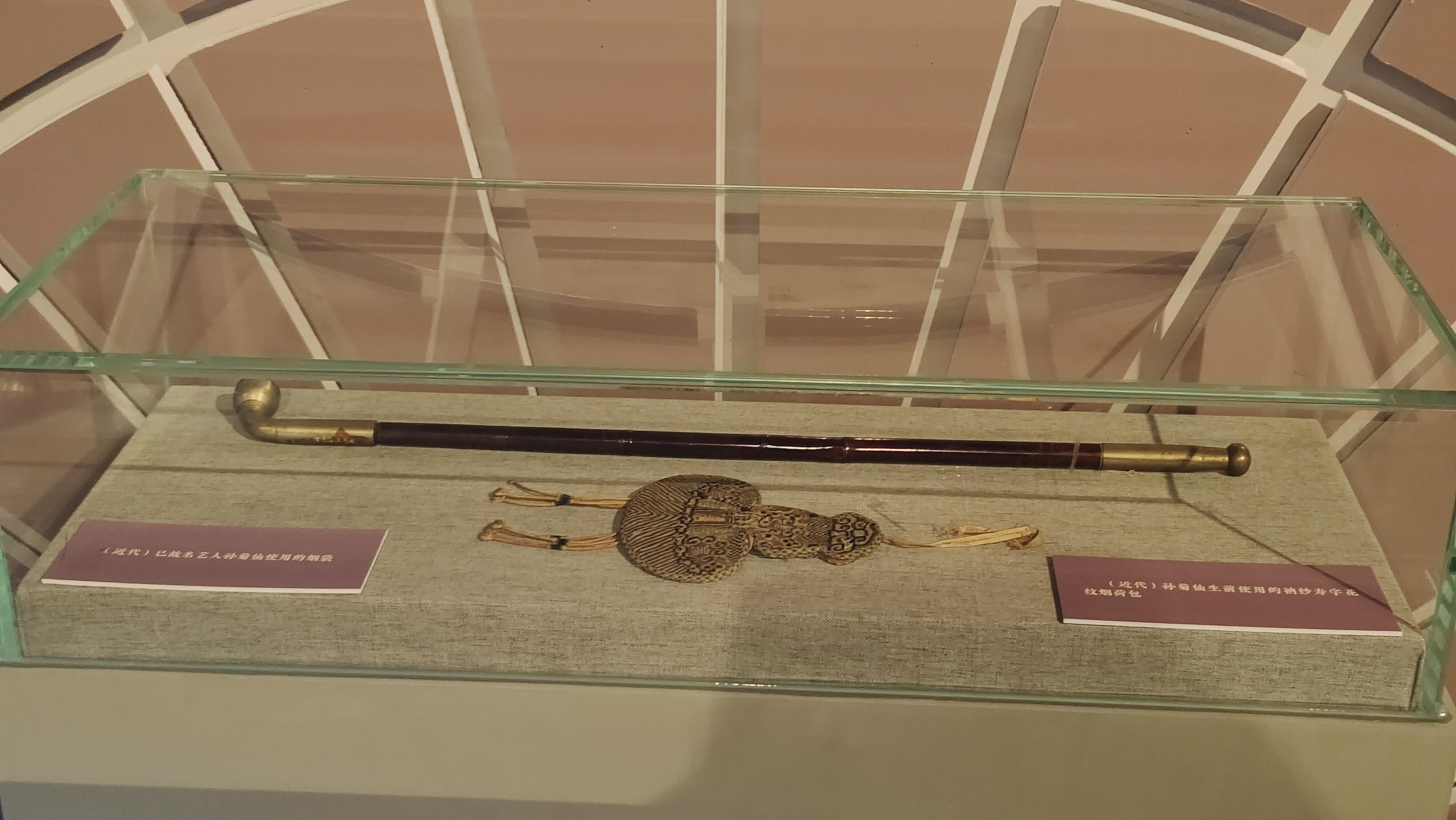
孫菊仙部分遺物，攝於天津博物館

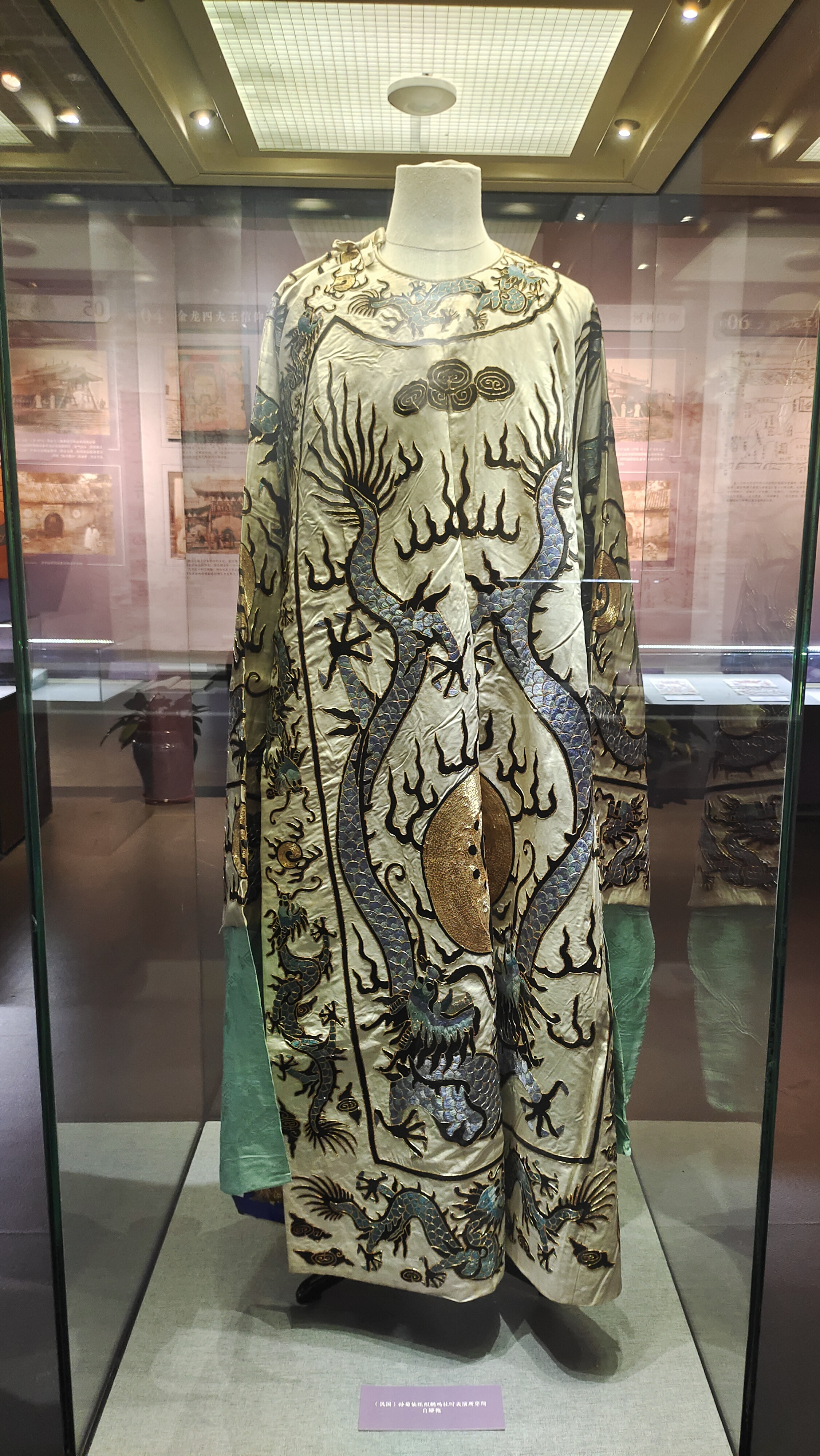
孫菊仙組織「鶴鳴社」表演所穿蟒袍，攝於天津博物館

他噪音宽亮，唱腔淳朴苍劲有力，善表达慷慨激昂情感，表演自然逼真。演唱讲究气口儿，抑扬顿挫，相传有“一口气”唱法。他的唱腔世称“孙派”。以《三娘教子》、《逍遥津》、《完璧归赵》、《金马门》、《骂杨广》、《四进士》 等剧著名。与谭鑫培、汪桂芬鼎足为三，世称“老生后三杰”，或称“老生新三杰”、“后三鼎甲”。哥伦比亚唱片等曾为其录制唱片。